# Romwalter Alfréd
Romwalter Alfréd (Sopron, 1890. április 22. – Sopron, 1954. szeptember 7.) vegyész, műegyetemi tanár, az MTA levelező tagja (1941–1949), a kémiai tudományok kandidátusa (1952), Kossuth-díjas (1953).

## Életpályája
1912-ben a budapesti tudományegyetemen vegytanból, fizikából és ásványtanból doktori oklevelet szerzett, 1913-ban pedig középiskolai tanári oklevelet kapott. eleinte Budapesten, később, 1913 és 1920 között a fiumei Kiviteli Akadémián tanított. 1920-tól a soproni felső kereskedelmi iskola tanára volt. 1928-ban a Bányamérnöki és Erdőmérnöki Főiskola Elemző-vegytani Tanszékére került, főiskolai rendkívüli tanárként. E tanszéknek és később az Általános Kémiai Tanszéknek is vezetőjévé nevezték ki. Haláláig az Agrártudományi Egyetem Erdőmérnöki Karának Kémiai Tanszékét vezette.

## Kutatási területe
- Az ásványi szenek kémiájával és technológiájával, főleg a szénnemesítéssel, szénlepárlással és a szenesülés folyamatával foglalkozott. *Ásványszénkémia című műve kéziratban maradt.

## Díjai, elismerései
- Kossuth-díj (1953)

## Emlékezete
- Szobrát Paál István készítette el.